# Hassel (Selm)
Hassel ist der Name einer Bauerschaft der Stadt Selm im nordrhein-westfälischen Kreis Unna. Diese entwickelt sich in Richtung eigener Orts- bzw. Stadtteil.

## Geographie
Hassel grenzt im Norden an die Bauerschaft Netteberge, im Osten an den Stadtteil Cappenberg, im Süden an den Lüner Stadtteil Altlünen und im Westen an den Stadtteil Bork.

## Geschichte
Die Bauerschaft gehörte zum Dreingau.
Am 1. Januar 1975 wurden die ehemals zum Amt Bork gehörenden Gemeinden Selm und Bork im Zuge einer Gebietsreform zur neuen Gemeinde Selm zusammengeschlossen. Bis dahin gehörte Hassel zur Gemeinde Bork.

## Siedlungsschwerpunkt
Der Siedlungsschwerpunkt befindet sich zwischen dem unteren Verlauf der Netteberger Straße und der Lünener Straße.